# Peter Pevensie
Peter Pevensie (Engels: Peter Pevensie), ook bekend als Peter de Grote (Engels: Peter the Magnificent), is een personage uit Het betoverde land achter de kleerkast, Het paard en de jongen, Prins Caspian en Het laatste gevecht van De Kronieken van Narnia door C.S. Lewis. Peter is de oudste van de Pevensies. Hij heeft een broer en twee zussen: Edmund, Susan en Lucy.

## Het betoverde land achter de kleerkast
Als ze vanwege de oorlog naar het platteland worden gestuurd komen ze in het huis van Professor Kirke terecht. Door toeval komen ze in een kleerkast die een poort blijkt te zijn naar een andere wereld: Narnia. Hier heerst Jadis, de Witte Heks en is het al honderd jaar lang winter. Met de komst van de Pevensies komt er een voorspelling uit: Het begin van het einde van de Witte Heks.
Peter neemt het voortouw nadat Edmund weggelopen is naar de Witte Heks. Met behulp van Aslan wordt er een leger opgezet, maar wanneer Edmund wordt bevrijd eist de Witte Heks Edmund op als offer. Aslan biedt zichzelf aan in plaats van Edmund. Hierdoor wordt Peter automatisch de leider van het leger.
In de Slag van Beruna staan Peter en de Witte Heks lijnrecht tegenover elkaar. In een spannend gevecht komt plotseling Aslan weer op het toneel, herrezen uit de dood. Dit betekent uiteindelijk het einde van Jadis, de Witte Heks. Peter wordt dan gekroond op Cair Paravel tot Hoge Koning van Narnia en als rechtmatige Koning van alle Koningen tot aan de Laatste Koning van Narnia aan toe.

## Het paard en de jongen
Hierin regeert Peter samen met zijn broer en zussen over Narnia. In het boek wordt hij slechts zijdelings genoemd. Hij doet niet mee met de oorlog in Archenland, omdat hij aan het vechten is tegen de reuzen in de Wilde Landen van het Noorden.

## Prins Caspian
Hierin moeten de kinderen Prins Caspian helpen om zijn oom Miraz van de troon te stoten en zichzelf tot Koning te kunnen kronen van Narnia. Ze krijgen hierbij hulp van de Sprekende Dieren van Narnia.
Peter en Miraz gaan een duel aan, waarin Miraz wordt gedood. Peters leger verslaat met de hulp van de bomen het leger van Miraz. Daarna stuurt Aslan het leger van Miraz terug, naar de plaats, waar ze vandaan komen, een klein eilandje in de wereld Aarde. Voordat de Pevensies teruggaan, zegt Aslan tegen Susan en Peter, dat het voor hen de laatste keer is dat ze in Narnia komen, omdat ze te oud zijn geworden.

## Het laatste gevecht
Hierin komt Peter pas aan het einde van het boek voor, in het nieuwe Narnia. Hij sluit als Hoge Koning de deur af naar het oude Narnia, en gaat met een groep naar de tuin ten westen van Narnia. Hier krijgt hij ook te horen dat hij voorgoed hier zal blijven leven, omdat hij bij een treinongeluk, toen hij naar Narnia werden geroepen, omkwam, net als de andere Pevensies, behalve Susan want die geloofde niet meer in Narnia.